# 川菜美鈴
川菜 美鈴（かわな みすず、1992年12月10日 - ）は、日本の元AV女優。
東京都出身、テスター所属。

## 略歴
スカウトがきっかけで、業界入り、『エスカレートするドしろーと娘 228』にてアマチュアとしてAVデビュー。のちにプレステージ専属女優として活躍後、キカタン(企画単体)女優として活躍。専属デビュー作でいきなり衝撃の5Pをこなす。
2015年 KMP VR専属女優となる
2015年2月24日、ケイ・エム・プロデュースの「KMPカンファレンス 2015」のKMP企画賞を受賞。
2021年4月発売の『本能で快楽を求める即マン美女GET 水着ナンパ ～真夏のGALとパコパコ祭り!!～』が2022年4月11日週FANZA動画フロアランキングで1位を記録。

## 人物
デビュー前には行きつけのバーの店主とハメ撮り配信をしていたことがあり、これがAV事務所からのスカウトにもつながっている。
学生時代は放送劇部に在籍し、デビュー前より演技経験があった。
犯され系Mを自称し、M系作品にも多数出演している。
趣味は食べ歩き・漫画・カラオケ・ゲーム・アニメ・コスプレ、ボカロ、サッカー観戦。特技はお絵かき・書道。
大のサッカーファンとしても知られており、自身のツイッターでも度々サッカー日本代表に関する投稿などをしている。
女子校出身。初体験は14歳。
事務所発表の誕生日は1993年6月10日であるが、実際は12月10日であると本人が公にしている。

## 出演作品

### アダルトビデオ
- エスカレートするドしろーと娘 228 川菜美鈴（8月1日、プレステージ）
- 素人個人撮影、投稿。436 SIRO-1535（8月11日、MGS動画 シロウトTV） ※河野みすず名義
- 新人 プレステージ専属デビュー 川菜美鈴（9月3日、プレステージ）
- 新・絶対的美少女、お貸しします。 ACT.08 川菜美鈴（10月1日、プレステージ）
- 川菜美鈴がご奉仕しちゃう 超最新やみつきエステ（11月1日、プレステージ）
- ドラスティック チャレンジ vol.10 川菜美鈴（11月20日、ドラスティック）
- 天然成分由来 川菜美鈴汁120％（12月11日、プレステージ）

- 人生初・トランス状態 激イキ絶頂セックス 川菜美鈴（1月21日、プレステージ）
- 愛人スイートルーム 2 川菜美鈴（2月11日、プレステージ）
- Tokyo247 No.491 川菜美鈴 21歳 学生 157cm-B88-W58-H87（3月18日、Tokyo247）
- プレミアム スタイリッシュソープ ゴールド 川菜美鈴（4月7日、プレステージ）
- 一日限定。極上素人娘をお貸しします。2（4月11日、S級素人） 共演：ひなた蓮、月美弥生
- 全裸巨乳家政婦 川菜美鈴（4月19日、OPPAI）
- オナニー・パラノイア 川菜美鈴（4月19日、ドグマ）
- 僕の知らない妻を見たくて… 11（4月22日、プレステージ）
- 美人潜入捜査官 川菜美鈴（5月1日、ワンズファクトリー）
- 川菜美鈴に舐め回されたい。（5月1日、妄想族）
- 中出しOK娘 飯田橋編 S級素人（5月9日、S級素人） 共演：君野由奈、雫月こと、星川麻紀
- 欲求不満な美女と中年オヤジのドロドロ濃厚中出し性交 川菜美鈴（5月25日、本中）
- 日焼けあと 美鈴（6月1日、MOODYZ）
- 川の字で寝ていた姉が我慢できずに漏らす喘ぎ声を聞いて発情しだす妹 9（6月5日、ナチュラルハイ） 共演：小野麻里亜、阿部乃みく、瀧川花音
- 勃起不全を3回発射するまで回復させる回春エステ（6月5日、アイエナジー） 共演：佐々木恋海、川口さくら、他4名
- 麻薬捜査官 ヤク漬け膣痙攣 川菜美鈴（6月19日、アイエナジー）
- マスターベーションインストラクション 2-Jerk Off Instruction-（6月19日、ROCKET） 共演：水希杏、小早川怜子、中西愛美、芹野莉奈、あおば結衣
- 子宮レンタル 最近の援交女子校生は中出しに興味ない 阿部乃みく 川菜美鈴（6月25日、本中） 共演：阿部乃みく
- 知る人ぞ知る！負け知らずの巨乳過ぎる法律相談所（6月27日、ケイ・エム・プロデュース） 共演：本田莉子、かすみりさ、北川エリカ
- 川菜美鈴 快楽に理性は崩壊。（7月1日、TEPPAN）
- お母さんが初めての女になってあげる 川菜美鈴（7月1日、妄想族）
- ランジェリーナ 美鈴（7月1日、ワンズファクトリー） ※美鈴名義
- 顔出し！女子大生限定 マジックミラー号 徹底検証！男女の友情は成立する！？ 友達関係のリアル素人大学生が日本一エローい車MM号の中で二人っきり 人生初の真正中出し編！女友達のオマ○コにチ○ポ生ハメ！ in池袋（7月1日、ディープス） 共演：井上瞳、井上英李、他3名 ※はるか名義
- マジックミラー輪姦 顔も分からないまま素人男から中出し18発 川菜美鈴（7月4日、FS.KnightsVisual）
- スーパーの買い物帰りに突然の雷雨で我が家に雨宿りをしにきたママ友たち。雨でびしょ濡れになり透けた服のママ友にドキッ！としてタジタジなボク。そんなボクの童貞魂を見抜き、服が乾くまでの間に面白がり誘惑してくるママ友にハメられてしまうボクは幸せ者でしょうか？3（7月10日、Hunter） 共演：篠田あゆみ、大場ゆい、伊藤りな、秋吉ひな、伊藤さらら、岸杏南、神川ひな
- モテない僕を不憫に思った姉に「擦りつけるだけだよ」という約束で素股してもらっていたら互いに気持ち良すぎてマ○コはグッショリ！でヌルっと生挿入！「え！？入ってる？」でもどうにも止まらなくて中出し！ 5（7月10日、アイエナジー） 共演：川口さくら、佐々木恋海、他1名
- 震撼！ほろ酔いで上司の自宅にお邪魔したら年頃の娘が可愛くてついつい手をかけてありえない生中出し！？（7月10日、ブリット） 共演：あゆみ翼、桃宮もも
- 淫語女子アナ5 街角淫語突撃レポート（7月10日、ROCKET） 共演：通野未帆、萌芭まり、高槻ルナ
- 勤務中にリモバイ仕込んで働かせちゃった俺（7月10日、アキノリ） 共演：野々宮ここみ、二宮ナナ
- ワケあり回春睾丸マッサージ 〜究極の射精体験へと導く人妻たち〜（7月11日、ケイ・エム・プロデュース）
- みすず（7月19日、KAKUJITSU） ※みすず名義
- 朝から晩まで中出しセックス 11 川菜美鈴（7月24日、アイエナジー）
- 混浴風呂に入浴しているカップルの女の前で俺のデカチンを見せつけたら彼女の視線がくぎ付けに！彼氏には内緒でこっそりヤッちゃいました！！4（7月25日、ケイ・エム・プロデュース）
- RQ 〜覗かれた美巨乳！中出しプライベートSEX！〜 川菜美鈴（8月7日、BeFree）
- 麗しの美人OL Premium Beauty Vol.2（8月8日、ケイ・エム・プロデュース） 共演：知花メイサ、有村千佳、星咲優菜、本田莉子
- 女のカラダは腰使いで決まる！4時間 10（8月8日、ケイ・エム・プロデュース） 共演：山手栞、波多野結衣、初美沙希、水野朝陽
- 川菜美鈴が10回射精させるまで帰さない凄テク風俗ビル（8月21日、アイエナジー）
- 僕の包茎チ○ポ相談でお姉ちゃんが発情！ 友達から「包茎」だとバカにされ落ち込んだ僕。そんな僕を心配した姉が、悩みがあるなら言ってみてと言うので、恥を忍んで落ち込んだ理由を打ち明けたら「と、とりあえず見せて。私が判断してあげる」と意外な一言。 2（8月21日、Hunter） 共演：板野有紀、伊藤りな、羽月希、他2名
- 教えて美鈴先生！ホップステップAV女優♪ 高梨めぐみ 川菜美鈴（8月25日、kawaii*） 共演：高梨めぐみ
- 美鈴（8月30日、お母さん.com） ※美鈴名義
- かわいいボインの中出し乱交 浜崎真緒 川菜美鈴 佐々木恋海 さとう遥希（9月1日、ズッコン/バッコン） 共演：浜崎真緒、佐々木恋海、さとう遥希
- 気高き美人捜査官の卑屈で低俗な男によるレイプ8時間II（9月1日、ワンズファクトリー） 共演：桜井あゆ、蓮実クレア、工藤美紗、愛実れい
- 女教師in… ［脅迫スイートルーム］ Teacher Misuzu（25）（9月5日、ドリームチケット）
- 感度良しのノーブラ美人ジョガーは1度快楽を知ったらチ●ポなしではいられない。（9月5日、DIY） 共演：堀内秋美
- PRESTIGE的 AV女優 更生監獄棟（9月10日、プレステージ） 共演：川村まや、桜川かなこ、美木ななみ、あやね遥菜
- 生中出しコギャル4時間 FIVE GALS COLLECTION Vol.2（9月12日、ケイ・エム・プロデュース） 共演：桜井あゆ、相葉レイカ、小沢アリス、倉多まお
- 見せ付けて興奮するオナニー女子（9月19日、SEX Agent） 共演：夏海いく、茜あずさ、水原さな、上原ひなの、橘優花、月美弥生、楓ゆうか、田宮りかこ、広瀬奈々美
- オナニー・パラノイア ベスト（9月19日、ドグマ） 共演：森ななこ、管野しずか、春原未来、仲丘たまき
- Misuzu #1 スレンダー美人の甘美なH（9月22日、S-Cute） ※Misuzu名義
- イタズラ温泉2014夏☆2枚組8時間！新作撮り下ろし10人全員セックス！！（9月25日、サディスティックヴィレッジ） 共演：桜川かなこ、湊莉久、倉多まお、初美沙希、さとう遥希、川村まや、浜崎真緒、他2名
- 夜行バスでもたれかかってきた隣の席の女の子。可愛い吐息、匂い、温もりに我慢できず思わず触ってみると声を押し殺しながらもまんざらでもない反応だったので、そのまま最後までやっちゃいました！（9月26日、ケイ・エム・プロデュース） 共演：浅倉領花
- 鉄板フェラチオBEST（10月1日、TEPPAN）
- 「女の口は嘘をつく。」 雌女ANTHOLOGY ＃134 川菜美鈴（10月3日、アウダースジャパン）
- レズビアンに囚われた女潜入捜査官 川菜美鈴 川村まや（10月7日、ビビアン） 共演：川村まや
- ω29！超悩殺型ハイスペックボディ搭載。魅惑のセクシークイーン降臨！！ 川菜美鈴（21）（10月10日、プレステージ）
- カラダの良い現役高学歴CAの卑猥な休日SEXライフ FLIGHT2 川菜美鈴 大場ゆい 紺野ひかる 優花橘（10月10日、BAZOOKA） 共演：大場ゆい、紺野ひかる、橘優花
- おしゃぶり予備校 46 川菜美鈴（10月17日、FS.KnightsVisual）
- 品格のあるキャビンアテンダントの美脚ガニ股研修 2 お客様のためにどんなときでも笑顔でパンスト脚を大胆に開くCAたちの鬼研修に完全密着（10月23日、ディープス） 共演：桜井あゆ、川村まや、木島すみれ
- Misuzu #2 視線だけでイッてしまいそうな妖艶フェラ（10月29日、S-Cute） ※Misuzu名義
- うちの4人娘から睨まれ子作り（11月1日、ズッコン/バッコン） 共演：二宮沙樹、芦名ユリア、真野ゆりあ
- ベロチューセックス 川菜美鈴（11月7日、プレミアム）
- 僕のヨダレを吸いあげる接吻啜りとザーメン搾り（11月7日、ドリームチケット） 共演：本田莉子、本庄優花、南梨央奈、百合川さら、水希杏、高岡すみれ、北川エリカ
- 素人娘お○ンコおっぴろげ撮影会 その後いきなり無理やりドッキリクンニ！（11月7日、虎堂）
- 美人女教師は意外とヤレる！？先生がエロ過ぎて、我慢が出来ずに誘ってみたら実は先生も欲求不満だった。（11月7日、OFFICE K’S） 共演：白咲碧、保坂えり
- 本屋に参考書を買いに来た真面目でおとなしそうな女子校生に媚薬をたっぷり塗ったチ○ポで即ハメしたらアヘ顔で痙攣するほど感じてイキまくった ナチュラルハイVer.（11月8日、ナチュラルハイ）
- 巨乳美女と逆3P中出しハーレムSEX 川菜美鈴 舞咲みくに（11月13日、MOODYZ） 共演：舞咲みくに
- 巨乳限定！高画質中出し8時間（11月19日、OPPAI） 共演者多数
- パイズリゴックンお掃除 総集編 1（11月21日、FS.KnightsVisual） 共演者多数
- ダブル口マ○コフェラチオ（11月21日、OFFICE K’S） 共演：大澤愛美、保坂えり、若菜みなみ、椎名まりな、白咲碧
- デニスカ尻コキ（11月21日、SEX Agent） 共演：夏海いく、茜あずさ、杏咲望、新堂れな、田中ゆき、椎名茉友、松本ほの
- 誘惑見せつけまんぐりディルドオナニー（11月21日、虎堂） 共演：雨宮つかさ、今井真奈、かのんこゆる、有本紗世
- Misuzu #3 エロ過ぎるカラダで洗体ご奉仕エッチ（11月28日、S-Cute） ※Misuzu名義
- ZUKOBAKO 奇跡の夏休み 〜素人男性達が過ごした夢の1日〜（12月1日、ズッコン/バッコン） 共演：波多野結衣、乙葉ななせ、上原亜衣、湊莉久、仁美まどか、りんか、さとう遥希、芹沢つむぎ、峰岸ふじこ
- 入院中の性処理を母親には頼めないからお見舞いに来た叔母にお願いしたら優しい騎乗位でこっそりぬいてくれた7 中出しスペシャル（12月6日、ナチュラルハイ）
- 僕が寝ていると思って彼に頼まれて仕方なく舐めだした姉のフェラ尻に我慢できず近親相姦（12月6日、ナチュラルハイ）
- 女子大美術部のヌードモデルになった男の悲劇（12月5日、フリーダム） 共演：桜咲ひな、吉村みさき、逢乃なのは、黒木歩、伊藤りな
- 川菜美鈴 THE BEST（12月11日、GALLOP）
- むきだしの淫乱生尻 本田莉子 みづなれい 川菜美鈴 沙藤ユリ（12月12日、ケイ・エム・プロデュース） 共演：本田莉子、みづなれい、沙藤ユリ
- 人妻ナンパ 正真正銘ガチ生中出し！（12月15日、ロータス） 共演：二宮沙樹、芦名ユリア、真野ゆりあ
- OPPAI 巨乳4輪車ソープスペシャル（12月19日、OPPAI） 共演：茜あずさ、槇原愛菜、水希舞
- 小、中、そして●校生の現在もアダ名が「博士」の貧弱な僕。そんな僕の自宅には、クラスの女子がAV見たさによくやって来る。でも、いざエッチなシーンを見たらモジモジしだして頬を赤らめ、パンティー越しにもわかるくらいにビショ濡れで恥ずかしい染みだらけ！ 10（12月20日、Hunter） 共演者多数
- 美人女将がカラダで接客！至れり尽くせりのスペシャル温泉旅館！！ 波多野結衣・北川エリカ・本田莉子・川菜美鈴（12月26日、ケイ・エム・プロデュース） 共演：波多野結衣、北川エリカ、本田莉子
- 真正中出し輪姦パーティー 川菜美鈴（12月27日、モブスターズ）

- MOODYZファン感謝祭 バコバコ中出しキャンプ2015 超ハイテンション種付け子作り大乱交SP (1月1日、ムーディーズ) 共演:霜月るな 初美沙希 萌芭 相葉レイカ 桜木郁 辻井ゆう 大槻ひびき
- 上手すぎるフェラ 素人娘の驚きのフェラチオテクニック集めました。 VOL.8 (1月3日、OFFICE K’S) 他出演:芦名ユリア 宇佐美恵 紺野ひかる 篠宮ゆり 篠田ゆう 辻井ゆう 椿かなり 保坂えり 鳴美れい
- 勃起不全・短小・包茎 ナースのお仕事 (1月5日、FREEDOM) 共演:伊藤りな 吉村みさき 桜咲ひな 逢乃なのは 黒木歩
- 淫語ディルドオナニー（1月9日、OFFICE K’S）他出演：白咲碧 若菜みなみ 椎名まりな 大澤愛美 保坂えり
- レズビアンチャットルーム 電脳猥褻百合性交 (1月13日、U&K) 共演:枢木みかん
- わざわざ大袈裟にジュパジュパ音を立てるフェラチオ 2（01/21、SEX Agent）他出演:杏咲望 水野朝陽 橘優花 園崎美弥 井上瞳 夕城芹 田宮りかこ 楓ゆうか
- 全発射本物精子 猫目美少女のゴックンぶっかけ連続生ハメ中出し 川菜美鈴（01/25、ダスッ！）
- 強制自慰アクメin…4 密室マンズリ玩具調教（02/06、ドリームチケット）他出演：千乃あずみ 板垣あずさ 本庄優花 みおり舞 高岡すみれ 希咲エマ
- 真正中出し輪姦パーティー 川菜美鈴（02/06、モブスターズ）
- 猥褻便所 in Tokyo 川菜美鈴（03/06、ワープエンタテインメント）
- カリスマエステティシャンだらけのハーレムエステ店 波多野結衣 篠田ゆう 川菜美鈴 紺野ひかる（03/13、メディアステーション）共演：波多野結衣 篠田ゆう 川菜美鈴 紺野ひかる
- 汁、潮、汗、体液全開噴射焦らして焦らして性欲剥き出し絶叫失神の野獣SEX 川菜美鈴（05/13、レインボー/HERO）
- 美少女マニア○淫遊戯 ～黒髪美少女監禁調教五体目～ 川菜美鈴（05/13、BabyEntertainment）
- ぶっとび中出し媚薬FUCK 川菜美鈴（06/05、テクノブレイク）
- 同じ屋根の下！？ 近親者が側にいるのに声を押し殺して生エッチする母娘を覗き見！！（02/10、ブリット）共演：長谷川しずく 川菜美鈴 桃宮もも 京野美麗
- 暗闇×淫語バーチャルリアリティー親は知らない地方から上京してきた高学歴×清楚なお嬢様女子大生図鑑（06/26、ワンダフル）他出演：司ミコト 夏芽ひなた 夕樹あさひ 川菜美鈴
- 抜かずの14発中出しされた精子をごっくん 川菜美鈴（07/10、EROTICA）
- 私で試乗しませんか？巨乳カーディーラーの淫らな営業 3 倉多まお 工藤美紗 川菜美鈴 逢沢はるか 桂希ゆに（07/10、メディアステーション）他出演：倉多まお 工藤美紗 川菜美鈴 逢沢はるか（黒木琴音） 桂希ゆに
- 息子にハメられた人妻たち（08/19、ABC/妄想族）他出演：波多野結衣 川菜美鈴 堀内秋美 北川エリカ 篠田あゆみ 初美沙希 桜井あゆ 春原未来 林ゆな 風間ゆみ 阿部乃みく 本田莉子 千乃あずみ 有村千佳 神波多一花
- アイエナジー15周年記念作品 巨乳ユニット 中出し100連発 大乱交（09/01、アイエナジー）共演：福咲れん 広瀬奈々美（堀口奈津美） 伊藤りな 高嶋ゆいか 逢沢はるか（黒木琴音） 夕城芹 * 西條るり 川菜美鈴
- 狂乱木馬地獄 vol.6（09/25、BabyEntertainment）他出演：愛原れの 橘優花 紅音レイラ 宮本七音 夕樹あさひ 田原なな実 倉多まお
- どエロすぎる巨乳水泳インストラクター 篠田あゆみ 北川エリカ 乙葉ななせ 川菜美鈴（10/09、メディアステーション）共演：篠田あゆみ 北川エリカ 乙葉ななせ 川菜美鈴
- 結局、カラダ目当て。スタイル重視の本番4時間 3（11/11、プレステージ）他出演：北川エリカ 水野朝陽 川菜美鈴 橘優花 三浦春佳
- かわいいCAのお姉さんを性感マッサージでとことんイカせてみた（2）（11/15、パラダイステレビ）　配信限定
- 人妻オマ○コおっぴろげ謝罪（11/25、ビッグモーカル）他出演：星野あかり 菅野さゆき
- あの夏、いちばん濡れたまわし（12/01、FAプロ）他出演：川越ゆい 矢吹涼華

- 女スパイ炎上葬送曲 戦慄の密偵極刑拷問 episode.2 理性崩壊！聖なる美神の残酷哀歌 川菜美鈴（2016/01/19、BabyEntertainment）
- 大胆パンチラで挑発され、ま○こ見せつけられながらパンツで手コかれちゃった僕。 4（2016/01/25アロマ企画）他出演：七海りこ 槇原愛菜 夜空まひろ 白井まい

AJOI 究極の完全主観 オナニーサポートDVD5 Aromatic Jerk Off Instruction（2016/01/25	アロマ企画）他出演：乙葉ななせ ayami 風間ゆみ 川菜美鈴 月島杏奈 なつめ愛莉
- 全裸角オナニー5（2016/02/25、アロマ企画）可愛まゆ 桃瀬ゆり 七海りこ 月島杏奈 篠宮千明 川菜美鈴
- 私のバター犬 川菜美鈴（2016/04/20、レイディックス）
- ドン引き隠れマゾ女 強制ガンギマリ調教 川菜美鈴（2016/05/07、山と空）
- おま●こおっぴろげメイド喫茶（2016/05/02、OFFICE K’S）他出演：春川せせら 川菜美鈴 安西りの 今宮なな
- 白濁汁ぶびゅっ スケベな淫語で男を誘う小悪魔女子校生 川菜美鈴（2016/05/27、メディアステーション）
- 筆おろし 童貞VS美熟女（2016/06/19、ABC/妄想族）他出演：三浦恵理子 冴島かおり 西川りおん 大橋ひとみ 初美沙希 高岡すみれ 春原未来 林ゆな 風間ゆみ 中山理莉 工藤美紗 武藤あやか 丘野さくら 上原花恋 澤村レイコ 川上ゆう 艶堂しほり 阿部乃みく 本田莉子 南佳代 吉永あかね 松下美雪 川菜美鈴 青山菜々 水野朝陽 水原さな 堀内秋美 北川エリカ 市来美保 北条麻妃 松野朱里 青木玲 宮部涼花
- メス犬お散歩放尿 飼い主の言う事は絶対服従だぞ！ 6匹のいいなりペット（2016/06/20、レイディックス）他出演：河西あみ 川菜美鈴 原美織 遙花あいね 後藤結愛 立花リク
- お兄ちゃんの変態 川菜美鈴（2016/10/25、レイディックス）

- 無言接吻 台詞一切ナシ。聞こえてくるのは吐息と唾液音だけ…（2017/01/20、レイディックス）他出演：江上しほ 水野朝陽 川菜美鈴 麻里梨夏 南梨央奈 光ほたる
- 極上AV女優10人 性感マッサージ初体験でイキまくり！（5）（2017/05/14、パラダイステレビ）他出演：あやね遥菜 初美沙希 中島京子 若槻みづな 香純あいか 花咲いあん 仁美まどか 川菜美鈴 原美織 YANAMO）配信限定
- ゴージャススタイルの美容師たちが在籍！！ハーレム美容院 中出しスペシャル！！ きみと歩実 KAORI 川菜美鈴 北川エリカ（2017/06/09）他出演：きみと歩実 KAORI 川菜美鈴 北川エリカ
- 全裸訪問介護士ハーレム中出しスペシャル 川菜美鈴 清本玲奈 吹石れな 森沢かな（2017/07/14、メディアステーション）他出演：川菜美鈴 清本玲奈 吹石れな 森沢かな（飯岡かなこ）
- 美女のお顔をベロベロ舐めたい 川菜美鈴（2017/08/20、レイディックス）
- 潜在的に眠っているマゾ性を引き出す！ 拘束汗だく性交（2017/10/01、TEPPAN）他出演：川菜美鈴 春原未来 蓮実クレア さとう遥希 双葉ゆきな MIRANO 長谷川夏樹 AIKA 塚田詩織 あかね杏珠 篠田ゆう 荻野舞 澁谷果歩 相原翼 乙葉ななせ 涼川絢音 なつめ愛莉 藤本紫媛 KAORI 甘良しずく 北嶋あん 谷原希美 上原花恋 ERIKA 七草ちとせ 森川涼花 林ゆな 卯水咲流 稲村ひかり
- 罵り唾吐きツンデレ娘 煙が出るまでシゴいてなっ！（2017/10/20、レイディックス）他出演：	 水野朝陽 葉月もえ 安野由美 菊池つぼみ 詩温陽菜
- 完全制圧！乳首金玉キューイング手コキ ～大事な部分全てに強烈刺激。駆け巡る超絶快感、湧き上がる射精欲、ほとばしる悦び～（2017/10/20、SEX Agent）他出演：蓮実クレア 椎名そら 霧島さくら 桜ちなみ 関根奈美 ひなた唯
- 貫通オナホールで先端フェラチオ～人工女性器で本物女子にシゴいてもらう、突き破ってみたら更なる快感が待っていた～（2017/10/20、SEX Agent）他出演：春原未来 蓮実クレア 椎名そら あべ みかこ 栄川乃亜 霧島さくら 桜ちなみ ひなた唯
- シャワー浴びずにヤッちゃった時の方が。（2017/12/08、バルタン）

- この娘、愛人にしたい 中年男を虜にする、Eカップ美女が生ハメ援交！！ 川菜美鈴（2018/03/25、シャーク）
- 淫口痴女のベロンチョセックス（2018/10/26、レアルワークス）
- カミングアウト 本当の私を見てください。 沢庵監督の作品で開花したマゾの素質…もう一度いま一度あんな風に強く激しく嬲られたい…こじれた性欲、疼くレ○プ願望。 川菜美鈴（2018/11/25、えむっ娘ラボ）
- デリヘル呼んだら昔ボクをいじめていたヤンキー女が来たので激ピストンでイカせまくってやりました！（2018/12/06、アイエナジー）共演：桐谷なお、阿由葉あみ
- 女スパイ BLACK SPARROW 川菜美鈴（2018/12/07、アタッカーズ）
- 女王蹂躙地獄 vol.16 真紅の華は哀哭の果て逝き狂う 凄絶なる暴虐に屈辱の痙攣絶頂 川菜美鈴（2018/12/07、BabyEntertainment）ユリア女王様役
- 殿堂!スーパーアイドル4時間　川菜美鈴[12]  (2018/12/14、Million) ※単体ベスト
- ちんシャブ大好き女 (2018/12/14、レアルワークス)
- Faith/Grand Orgasm 3 セクシーサーヴァント・サマー・フェスティバル (2018/12/28、TMA) 共演:紺野ひかる、高杉麻里、野々宮みさと、三原ほのか

- 池袋で見つけた超敏感お嬢さんがヌルヌル素股に挑戦!何度イッてもガン突きピストンで連続中出し! (1月10日、アイエナジー) 他出演:阿由葉あみ、桐谷なお、城石真希、岬澪
- 息子の嫁 (3月1日、プラネットプラス)
- SEX IQ300 妻は超敏感体質のド変態モンスター (3月22日、人妻花園劇場)
- 立喉じゃくり大学病院 精液吸引採取科 2 (5月1日、MOODYZ) 共演:倉多まお、桐嶋りの、神納花、美谷朱里
- 痴漢電車 リア充美人OL編 痴漢から始まった美人OL快楽開眼 (5月13日、AVS Collector's)
- 美魔女フォンテーヌ ～屈辱のガクガク痙攣イキ～  (5月24日、GIGA)
- 緊縛淫乱女 (6月19日、ドグマ)
- 溜めて!愛液一升瓶 (7月11日、レイディックス)
- 失禁オフィスレディー ～おもらし商事の日常～ (7月11日、レイディックス) 他出演:桜井彩、成宮いろは、赤渕蓮、いおん
- ヤリマンな義理姉妹に挟まれて3段ベッド生活は上からも下からも誘惑されまくり! 親が再婚して新しく出来た義姉と義妹。部屋が狭いので新居ができるまでの間、相部屋3段ベッド生活!しかも無防備な二人に挟まれて興奮しまくりだったのですが、二人は超ヤリマン女子だった!そんな姉妹なので友達はもちろんヤリマン!だから二人が連れてくる友達にもこっそり誘われてしまって…。さらには姉妹に挟まれて求められてしまいサンドイッチ射精!（8月7日、Hunter）共演:皆瀬杏樹　他出演:生田みく、茜麻衣子、御坂りあ、加瀬ななほ
- 美鈴女王様の調教部屋  (8月9日、SAROME)
- 小悪魔に見えて隠れドMギャル 唾液まみれのスケベ奉仕 大好きな中年チ●ポで絶頂 (8月24日、シャーク)
- 経験豊富な優しい素人人妻が最高の童貞筆おろし 19 (9月12日、アイエナジー) 他出演:三原ほのか、皆瀬杏樹、千葉ゆうか
- じんかくそうさ洗脳催眠～妹からの承認欲求欲依存が高い兄が退行催眠で共依存人格操作編～ (10月7日、山と空)
- 常に乳首チラ見えメンズエステ (10月10日、アイエナジー) 他出演:三原ほのか、皆瀬杏樹、千葉ゆうか
- 妄想アイテム究極進化シリーズ TSF僕はドッペルゲンガール2 (10月10日、ROCKET) 共演:今井ゆあ
- 同僚OL4人旅!逆ナン中出し温泉旅行 (10月11日、SCOOP) 共演:波多野結衣、森下美怜、真白ここ

- 夫に隠れて騎乗位中出し!家に連れ込んだ男の勃起チ○ポに何度も馬ノリ即ハメしてくる人妻 (1月9日、ナチュラルハイ) 他出演:花宮レイ

- 恥ずかしいワキ (5月8日、レイディックス)

- 本能で快楽を求める即マン美女GET 水着ナンパ ～真夏のGALとパコパコ祭り！！～（4月15日、ピーターズMAX）
- 全裸聖水飲ませ 2（11月9日、犬/妄想族）

- M男だ～い好きな美脚OL姉妹の大量小便M男調教（1月11日、犬）
- アンドロイド風俗店 川菜美鈴 (2月23日、ロケット）[13]
- 全裸聖水飲ませ ～色んなシチュエーション女子のお小水編～（4月12日、犬）
- 麻薬捜査官 ヤク漬け膣痙攣 川菜美鈴（7月7日、アイエナジー）

- 過激ギャル3人VSボク1人！！エロ包囲網の勝ち目無し！！最強ホットパンツギャルと1日ヤリまくりの乱痴気ハーレムSEXパーティー！！AIKA 乙アリス 川菜美鈴（6月13日、ケイ・エム・プロデュース）[14]

- サディスティックな女上司の教育的精子採取（4月16日、犬）

### アダルト配信
- 【エンドレス中出しギャル】渋谷で釣れた超スレンダラス金髪ギャルの自宅に突撃!! ギャルとっておきの勝負下着で悩殺ファック!! 男のアナルに舌を突っ込んで舐めまくるスーパー痴女が、淫乱モード全開で中出しを懇願しまくる!!【性豪ギャル自宅中出し】勝負下着、見せちゃいます! vol.01 マユ 25歳 元ガールズバー経営者（9月16日、DIEGO）

### アダルトサイト
- S-Cute Misuzu #1 スレンダー美人の甘美なH（S-Cute）
- S-Cute Misuzu #2 視線だけでイってしまいそうな妖艶フェラ（S-Cute）
- S-Cute Misuzu #3 エロ過ぎるカラダで洗体ご奉仕エッチ（S-Cute）
- S-Cute Misuzu #4 夢中で感じる私のいつものオナニー（S-Cute）

### 出版物掲載
- J-LUG (ジェイラグ) 2013年10月号(2013年8月26日発売)：三栄書房
- 一泊二日の愛人 川菜美鈴 2013年11月7日 Kindle版：アイロゴス

## 出演

### テレビ
- ケンコバのバコバコテレビ  (サンテレビ)
- 魚拓と成瀬のツキとスッポンぽん（2014年8月24日、パチ・スロ サイトセブンTV）
- 歌舞伎町弁護人 凛花　第8話（2019年6月8日、BSテレ東）‐ 藍沢 栞 役[15]

### 映画
- 好色男女　セックスの季節（2019年6月21日、オーピー映画） - 由美 役[16]
  - セックスの季節（2019年8月24日、オーピー映画）※好色男女～の一般公開編集版[17]

## 撮影会
- 大阪ヌード 撮影会 キューティースマイルにて随時開催
- 東京ヌード 撮影会 クラスAにて随時開催
- 東京ヌード 撮影会 Area66にて開催も有った